# Pyrrhogyra typhoeus
Pyrrhogyra typhoeus is een vlinder uit de familie Nymphalidae. De wetenschappelijke naam van de soort is voor het eerst geldig gepubliceerd in 1867 door Felder.